# Edgar Irmscher
Edgar Irmscher ( 1887 - 1968 ) fue un botánico, pteridólogo, briólogo, y curador alemán, destacadísismo especialista en el género Begonia L. 1753.
Fue por largos años, curador del "Instituto de Botánica General de la Universidad de Hamburgo. Desarrolló actividades políticas antijudías, a tono con las leyes germánicas de la época.

## Algunas publicaciones
- Engler, HGA; E Irmscher. 1916. Saxifragaceae-Saxifraga, etc. Das Pflanzenreich. Hft. 67, 69

## Honores

### Eponimia
- (Begoniaceae) Begonia irmscheri L.B.Sm. & B.G.Schub.[2]
- La abreviatura «Irmsch.» se emplea para indicar a Edgar Irmscher como autoridad en la descripción y clasificación científica de los vegetales.[3]

Realizó más de 664  identificaciones y clasificaciones de nuevas especies de begonias.